# Чемпіонат світу з легкої атлетики 2017 — біг на 800 метрів (чоловіки)

Фініш

Змагання з бігу на 800 метрів серед чоловіків на Чемпіонаті світу з легкої атлетики 2017 у Лондоні проходили 5, 6 і 8 серпня на Олімпійському стадіоні.

## Рекорди
На початок змагань основні рекордні результати були такими:
| WR | Давід Рудіша Кенія    | 1.40,91 | Лондон Велика Британія | 9 серпня 2012  |
| CR | Біллі Кончеллах Кенія | 1.43,06 | Рим Італія             | 1 вересня 1987 |
| WL | Еммануель Корір Кенія | 1.43,10 | Монако                 | 21 липня 2017  |

## Розклад
| Дата          | Час початку | Стадія    |
| ------------- | ----------- | --------- |
| 5 серпня 2017 | 12:45       | Забіги    |
| 6 серпня 2017 | 21:15       | Півфінали |
| 8 серпня 2017 | 21:35       | Фінал     |

Вказаний місцевий час (UTC+0)

## Результати

### Забіги
Умови кваліфікації до наступного раунду: перші троє з кожного забігу (Q) та шестеро найшвидших за часом з тих, які посіли у забігах місця, починаючи з четвертого (q).
Забіг 1
| Місце | Атлет           | Країна                     | Час     | Примітки |
| ----- | --------------- | -------------------------- | ------- | -------- |
| 1     | Кіп'єгон Бетт   | Кенія                      | 1.45,76 | Q        |
| 2     | Андреас Крамер  | Швеція                     | 1.45,98 | Q        |
| 3     | Дрю Віндл       | США                        | 1.46,08 | Q        |
| 4     | Абдессалем Аюні | Туніс                      | 1.46,19 | q        |
| 5     | Андрес Арройо   | Пуерто-Рико                | 1.46,46 |          |
| 6     | Ідоуз Ібаден    | Нігерія                    | 1.46,51 |          |
| 7     | Сауд Альзабі    | Об'єднані Арабські Емірати | 1.53,34 |          |
| 8     | П'є Соне Маунг  | М'янма                     | 2.13,38 |          |
|       | Амін Бельферар  | Алжир                      | DNF     |          |

Забіг 2
| Місце | Атлет               | Країна          | Час     | Примітки |
| ----- | ------------------- | --------------- | ------- | -------- |
| 1     | Теймен Куперс       | Нідерланди      | 1.45,53 | Q        |
| 2     | Брендон Макбрайд    | Канада          | 1.45,69 | Q        |
| 3     | Кевін Лопес         | Іспанія         | 1.45,86 | Q        |
| 4     | Антуан Гакеме       | Бурунді         | 1.45,97 | q        |
| 5     | Кайл Ленгфорд       | Велика Британія | 1.46,38 | q        |
| 6     | Хесус Тонатіу Лопес | Мексика         | 1.46,71 |          |
| 7     | Леандро Паріс       | Аргентина       | 1.47,09 | PB       |
| 8     | Поль Мойя           | Андорра         | 1.49,06 |          |

Забіг 3
| Місце | Атлет                  | Країна          | Час     | Примітки |
| ----- | ---------------------- | --------------- | ------- | -------- |
| 1     | Фергюсон Черуйот Ротіч | Кенія           | 1.45,77 | Q        |
| 2     | Ісайя Харріс           | США             | 1.45,82 | Q        |
| 3     | Елліот Джайлс          | Велика Британія | 1.45,86 | Q        |
| 4     | Ебрахім Алзофаїрі      | Кувейт          | 1.46,29 | q, PB    |
| 5     | Альваро де Арріва      | Іспанія         | 1.46,42 | q        |
| 6     | Абделаті Ель Гуессе    | Марокко         | 1.46,74 |          |
| 7     | Раян Санчес            | Пуерто-Рико     | 1.50,74 |          |
| 8     | Весам Альмассрі        | Палестина       | DNS     |          |

Забіг 4
| Місце | Атлет            | Країна    | Час     | Примітки |
| ----- | ---------------- | --------- | ------- | -------- |
| 1     | Еммануель Корір  | Кенія     | 1.47,08 | Q        |
| 2     | Міхал Розмис     | Польща    | 1.47,09 | Q        |
| 3     | Тьягу Андре      | Бразилія  | 1.47,22 | Q        |
| 4     | Алекс Аманква    | Гана      | 1.47,56 |          |
| 5     | Марк Ройтер      | Німеччина | 1.47,78 |          |
| 6     | Самір Дамані     | Франція   | 1.48,62 |          |
| 7     | Пітер Бол        | Австралія | 1.49,65 |          |
| 8     | Ахмед Башир Фара | ART       | 1.50,04 | PB       |

Забіг 5
| Місце | Атлет             | Країна                           | Час     | Примітки |
| ----- | ----------------- | -------------------------------- | ------- | -------- |
| 1     | Найджел Амос      | Ботсвана                         | 1.47,10 | Q        |
| 2     | П'єр-Амбруаз Босс | Франція                          | 1.47,25 | Q        |
| 3     | Адам Кщот         | Польща                           | 1.47,36 | Q        |
| 4     | Мостафа Смаїлі    | Марокко                          | 1.47,50 |          |
| 5     | Марк Інгліш       | Ірландія                         | 1.48,01 |          |
| 6     | Абу Салім Маянджа | Уганда                           | 1.48,11 |          |
| 7     | Франкі Мботто     | Центральноафриканська Республіка | 1.51,76 |          |
| 8     | Хамада Мохамед    | Єгипет                           | DNF     |          |

Забіг 6
| Місце | Атлет                  | Країна               | Час     | Примітки |
| ----- | ---------------------- | -------------------- | ------- | -------- |
| 1     | Донаван Брейзер        | США                  | 1.45,65 | Q        |
| 2     | Мохаммед Аман          | Ефіопія              | 1.45,81 | Q        |
| 3     | Гай Лермонт            | Велика Британія      | 1.45,90 | Q        |
| 4     | Марцин Левандовський   | Польща               | 1.46,17 | q        |
| 5     | Амель Тука             | Боснія і Герцеговина | 1.46,54 |          |
| 6     | Астріт Криезіу         | Косово               | 1.46,94 |          |
| 7     | Даніель Андухар        | Іспанія              | DQ      | R163.2   |
| 8     | Майкл Лотуромом Саруні | Кенія                | DNS     |          |

### Півфінали
Умови кваліфікації до наступного раунду: перші двоє з кожного забігу (Q) та двоє найшвидших за часом з тих, які посіли у забігах місця, починаючи з третього (q).
Забіг 1
| Місце | Атлет                  | Країна          | Час     | Примітки |
| ----- | ---------------------- | --------------- | ------- | -------- |
| 1     | Адам Кщот              | Польща          | 1.46,24 | Q        |
| 2     | Найджел Амос           | Ботсвана        | 1.46,29 | Q        |
| 3     | Фергюсон Черуйот Ротіч | Кенія           | 1.46,49 |          |
| 4     | Ісайя Харріс           | США             | 1.46,66 |          |
| 5     | Гай Лермонт            | Велика Британія | 1.46,75 |          |
| 6     | Елліот Джайлс          | Велика Британія | 1.46,95 |          |
| 7     | Абдессалем Аюні        | Туніс           | 1.47,39 |          |
| 8     | Кевін Лопес            | Іспанія         | 1.47,62 |          |

Забіг 2
| Місце | Атлет                | Країна          | Час     | Примітки |
| ----- | -------------------- | --------------- | ------- | -------- |
| 1     | Брендон Макбрайд     | Канада          | 1.45,53 | Q        |
| 2     | Кайл Ленгфорд        | Велика Британія | 1.45,81 | Q        |
| 3     | Марцин Левандовський | Польща          | 1.45,93 |          |
| 4     | Еммануель Корір      | Кенія           | 1.46,08 |          |
| 5     | Дрю Віндл            | США             | 1.46,33 |          |
| 6     | Ебрахім Алзофаїрі    | Кувейт          | 1.46,68 |          |
| 7     | Антуан Гакеме        | Бурунді         | 1.47,08 |          |
|       | Теймен Куперс        | Нідерланди      | DNS     |          |

Забіг 3
| Місце | Атлет             | Країна   | Час     | Примітки |
| ----- | ----------------- | -------- | ------- | -------- |
| 1     | Кіп'єгон Бетт     | Кенія    | 1.45,02 | Q        |
| 2     | Мохаммед Аман     | Ефіопія  | 1.45,40 | Q, SB    |
| 3     | П'єр-Амбруаз Босс | Франція  | 1.45,63 | q        |
| 4     | Тьягу Андре       | Бразилія | 1.45,83 | q        |
| 5     | Міхал Розмис      | Польща   | 1.46,10 |          |
| 6     | Андреас Крамер    | Швеція   | 1.46,25 |          |
| 7     | Донаван Брейзер   | США      | 1.46,27 |          |
| 8     | Альваро де Арріва | Іспанія  | 1.46,64 |          |

### Фінал
| Місце | Атлет             | Країна          | Час     | Примітки |
| ----- | ----------------- | --------------- | ------- | -------- |
| 1     | П'єр-Амбруаз Босс | Франція         | 1.44,67 | SB       |
| 2     | Адам Кщот         | Польща          | 1.44,95 | SB       |
| 3     | Кіп'єгон Бетт     | Кенія           | 1.45,21 |          |
| 4     | Кайл Ленгфорд     | Велика Британія | 1.45,25 | PB       |
| 5     | Найджел Амос      | Ботсвана        | 1.45,83 |          |
| 6     | Мохаммед Аман     | Ефіопія         | 1.46,06 |          |
| 7     | Тьягу Андре       | Бразилія        | 1.46,30 |          |
| 8     | Брендон Макбрайд  | Канада          | 1.47,09 |          |